# Бертран Пуаро-Дельпеш
Бертран Пуаро-Дельпеш (нар. 10 лютого 1929, Париж — пом. 14 листопада 2006) — французький журналіст, есеїст та прозаїк. Член Французької академії з 10 квітня 1986 року. Батько письменниці Жулі Волькенштейн.

## Ранні роки
Пуаро-Дельпеш походив з родини науковців та лікарів. Серед його предків було кілька хірургів. Його батько помер у 1940 році.
Він навчався у колежі Станіслава та ліцеї Людовика Великого в Парижі, закінчивши в останньому підготовчі курси для Вищої Нормальної школи (khâgne).

## Кар'єра
У 22 роки він розпочав свою кар'єру журналіста в газеті Le Monde. Він послідовно очолював кілька відділів: університетську колонку (1951—1955), колонку «Великі випробування» (1956—1959) та відділ театральної критики (1960—1971). У 1972 році він обійняв посаду рецензента у «Monde des Livres». Починаючи з 1989 року, вів щотижневу колонку в Le Monde.
Бертран Пуаро-Дельпеш очолював асоціацію критиків театру (Syndicat de la Critique Dramatique) протягом 1970—1972 років і був членом читацького комітету Комеді-Франсез.
Окрім кількох опублікованих романів, він писав сценарії для телебачення та кіно.

## Твори
- 1958 Le Grand Dadais (Denoël)
- 1960 La Grasse Matinée (Denoël)
- 1962 L'Envers de l'eau (Denoël)
- 1966 Au soir le soir (Mercure de France)
- 1969 Finie la comédie (Gallimard)
- 1970 La Folle de Lituanie (Gallimard) — Велика премія Французької академії
- 1973 Les Grands de ce monde (Gallimard)
- 1976 La Légende du siècle (Gallimard)
- 1979 Saïd et moi (Le Seuil)
- 1980 Marie Duplessis (Ramsay)
- 1981 Feuilletons (Gallimard)
- 1982 Le Couloir du dancing (Gallimard)
- 1985 L'Été 36 (Gallimard)
- 1986 Bonjour Sagan (Herscher)
- 1987 Monsieur Barbie n'a rien à dire (Gallimard)
- 1988 Le Golfe de Gascogne (Gallimard)
- 1989 Traversées (Flammarion)
- 1994 L'Amour de l'humanité (Gallimard)
- 1995 Diagonales (Gallimard)
- 1997 L'Alerte, théâtre (Gallimard)
- 1998 Théâtre d'ombres, journal (Le Seuil)
- 1998 Papon: un crime de bureau (Stock)
- 1999 Monsieur le Prince (Gallimard)
- 2001 J'écris Paludes (Gallimard)
- 2002 J'ai pas pleuré, разом з Ida Grinspan (Robert Laffont)